# Gareth Knight
Gareth Knight (19 de febrero de 1973) es un deportista neozelandés que compitió en judo. Ganó tres medallas en el Campeonato de Oceanía de Judo entre los años 1994 y 2002.

## Palmarés internacional
| Campeonato de Oceanía | Campeonato de Oceanía      | Campeonato de Oceanía | Campeonato de Oceanía |
| Año                   | Lugar                      | Medalla               | Categoría             |
| --------------------- | -------------------------- | --------------------- | --------------------- |
| 1994                  | Sídney (Australia)         | Medalla de plata      | –78 kg                |
| 1996                  | Wellington (Nueva Zelanda) | Medalla de bronce     | Abierta               |
| 2002                  | Wellington (Nueva Zelanda) | Medalla de plata      | –90 kg                |